# 川端麻衣
川端 麻衣（かわばた まい、12月28日 - ）は、日本の声優、舞台女優。賢プロダクション所属。東京都出身。

## 略歴
江守徹による『山月記』の朗読を聞いて声優を志す。
スクールデュオ12期生。2012年、『ドクター・オズ・ショー』でデビュー。
2016年からは活弁やまがた屋の弁士としても活躍している。

## 人物
特技・趣味は水泳、合気道、Y字バランス、motoGP観戦。

## 出演
太字はメインキャラクター。

### テレビアニメ
- 花は咲く 東北に咲く（2014年、ウェイトレス）
- パックワールド（2015年、アナウンス）
- ジョーカー・ゲーム（2016年、乗客）

### Webアニメ
- ソードガイ The Animation（2018年、電話音声）

### ゲーム
- ゼルダの伝説 ティアーズ オブ ザ キングダム（2023年）

### 吹き替え

#### 映画
- あなたを抱きしめる日まで（ケイト）
- エアポート2013航空機全滅 ※テレビ東京版
- エブリバディ・ウォンツ・サム!! 世界はボクらの手の中に（ビバリー〈ゾーイ・ドゥイッチ〉）
- 教授のおかしな妄想殺人（マリー）
- クロッシング・マインド 消えない銃声（マデライン・グリーン）
- サヨナラの代わりに（キーリー）
- ジェシー!（キャミ）
- ジェノサイド・ゲーム（ウィルソン）
- 死霊館のシスター 呪いの秘密（ケイト〈アナ・ポップルウェル〉[4]）
- ただ君だけ（TV女）
- デッド・シティ2055（メリッサ〈シャーロット・カーク〉）
- ボーイ・ソプラノ ただひとつの歌声（デビー〈エリカ・ピッチニーニ〉）
- ボーン・スプレマシー（交換手）※テレビ朝日版
- ホリデイズ（ジーン〈ロレンツァ・イッツォ〉）
- マイ・ファニー・レディ（エリザベス、デビッド）
- マリーン
- マンスフィールド・パーク（少女ファニー）
- 山猫は眠らない6 裏切りの銃撃（ジーナ・アウングスト〈プレシリアナ・エスパロリーニ〉）
- Re:LIFE〜リライフ〜（フロー、スー）
- ロボシャーク vs. ネイビーシールズ（救急隊員）

#### ドラマ
- アウトキャスト（女医）
- アウトランダー2（スゼット）
- 荒野のピンカートン探偵社（英語版）（アデライン）
- 凍てつく楽園 ～真夏の宵の夢～（エッバ・ハルヴォーセン）
- ガール・ミーツ・ワールド（アンジェラ）
- 客主〜商売の神〜（幼少時代のチョン・ボンサム）
- グリーンリーフ（ゾラ・グリーンリーフ）
- GOTHAM/ゴッサム（トンプキンス）
- スーパーナチュラル シーズン11（レネー）
- スクリーム・クイーンズ（マルグリット）
- ディファイアンス (TV版)（ディアドラ〈クリスティナ・ベシチ〉）
- Dr.HOUSE
- ドクター異邦人（オ・スヒョン〈カン・ソラ〉）
- ハイスクールニンジャ（ローズ）
- ブラックミラー（ケイトリン）
- ナイトシフト2 真夜中の救命医（レイチェル）
- やってないってば!（8歳のギャレット）
- REIGN/クイーン・メアリー（ローラ〈アナ・ポップルウェル〉）

#### アニメ
- みんなのウミズーミ（ドラゴン）

### ボイスオーバー
- エマニエルの気ままな列車旅
- MTV WORLD STAGE（アリシア・キーズ）
- ドクター・オズ・ショー
- ザ・ネイキッド（シャノン）
- 地球ドラマチック
  - 「バミューダ・トライアングル〜科学で迫る魔の海域〜」
  - 「オリンピア オリンピックはこうして生まれた」
  - 「ハリー・ポッターと魔法の世界」
  - 「ルーブル美術館の舞台裏」
- ディスカバリー 怪しい伝説：恋の法則
- TRAVEL WILD
- BS世界・神秘の道をゆく
- BS世界のドキュメンタリーアメリカ 冬の時代〜転落する中産階級
- BS世界のドキュメンタリー 終りから始める人生
- モーガン・フリーマン 時空を超えて

### 舞台
- 三銃士（ダルタニアン）